# Reliant Scimitar
La Reliant Scimitar è un'autovettura prodotta dalla casa automobilistica britannica Reliant in varie serie tra il 1964 ed il 1990.

## Scimitar GT

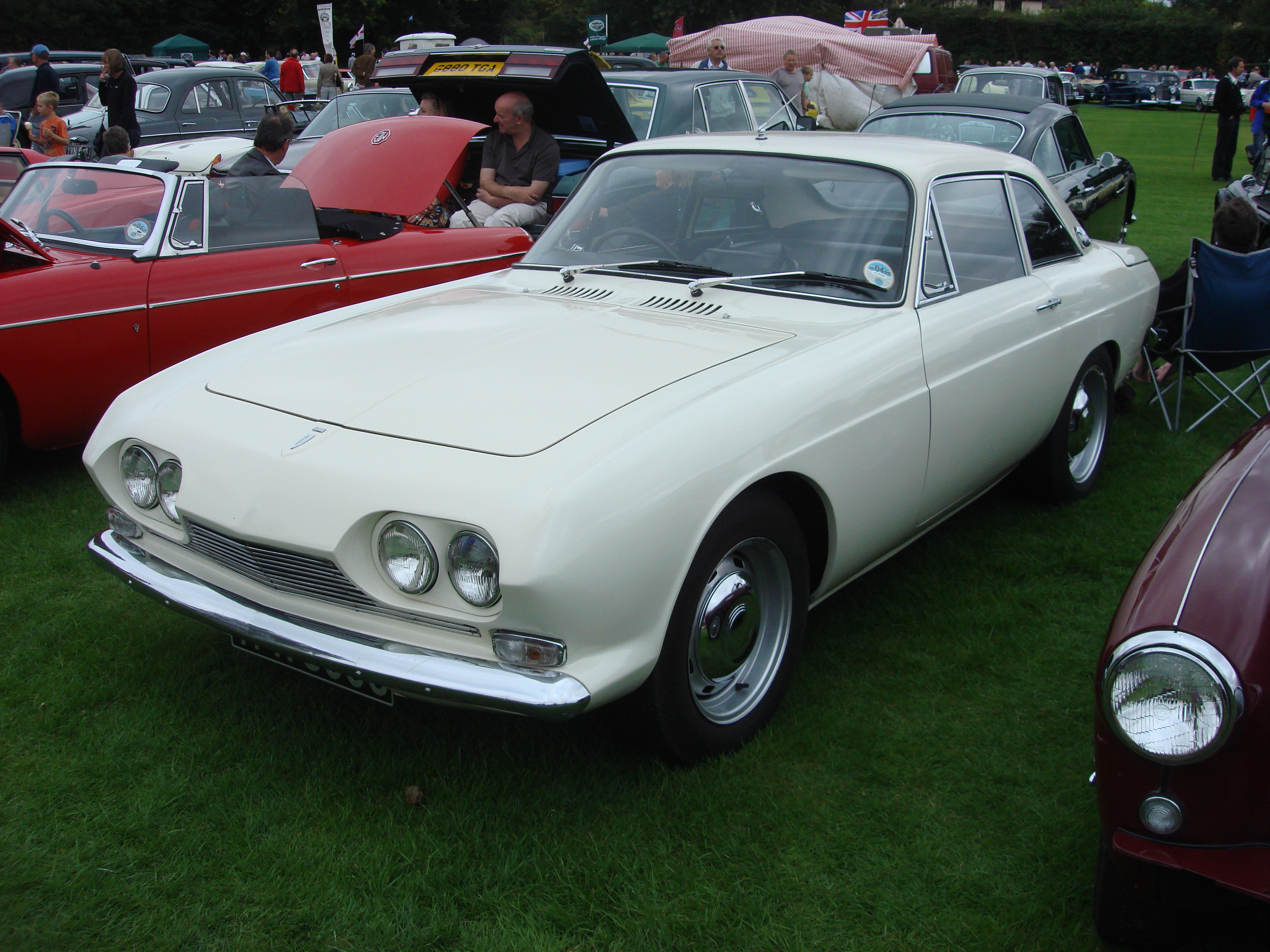
Scimitar GT 2.6

Quando la Ogle chiuse i battenti a causa della morte del suo fondatore, la Reliant rilevò il progetto più interessante della piccola Casa inglese, quello della SX250.
Con una carrozzeria (sempre in fibra di vetro) modificata sensibilmente ed un 6 cilindri in linea Ford di 2553 cm³ (lo stesso della Ford Zephyr) al posto del V8 Daimler, la Scimitar GT esordì nel 1964.
Oltre al motore (che con l'alimentazione a 3 carburatori SU e l'arcaica distribuzione con albero a camme laterale che metteva in movimento aste e bilancieri, era in grado di fornire solo 120cv) non c'erano novità sostanziali rispetto alla Ogle SX250.
Nel 1966 la Scimitar GT ottenne un nuovo motore V6 (Ford Essex) di 2994 cm³ da 138 CV.
Accanto al nuovo 3 litri venne resa disponibile una versione di cilindrata ridotta a 2495 cm³ da 119 CV.
La produzione della Scimitar GT cessò nel 1970, dopo 1004 esemplari, così suddivisi:
- Scimitar GT 2.6 (1964-66): 297 esemplari
- Scimitar GT V6 2.5 (1966-70): 116 esemplari
- Scimitar GT V6 3.0 (1966-70): 591 esemplari

## Scimitar GTE

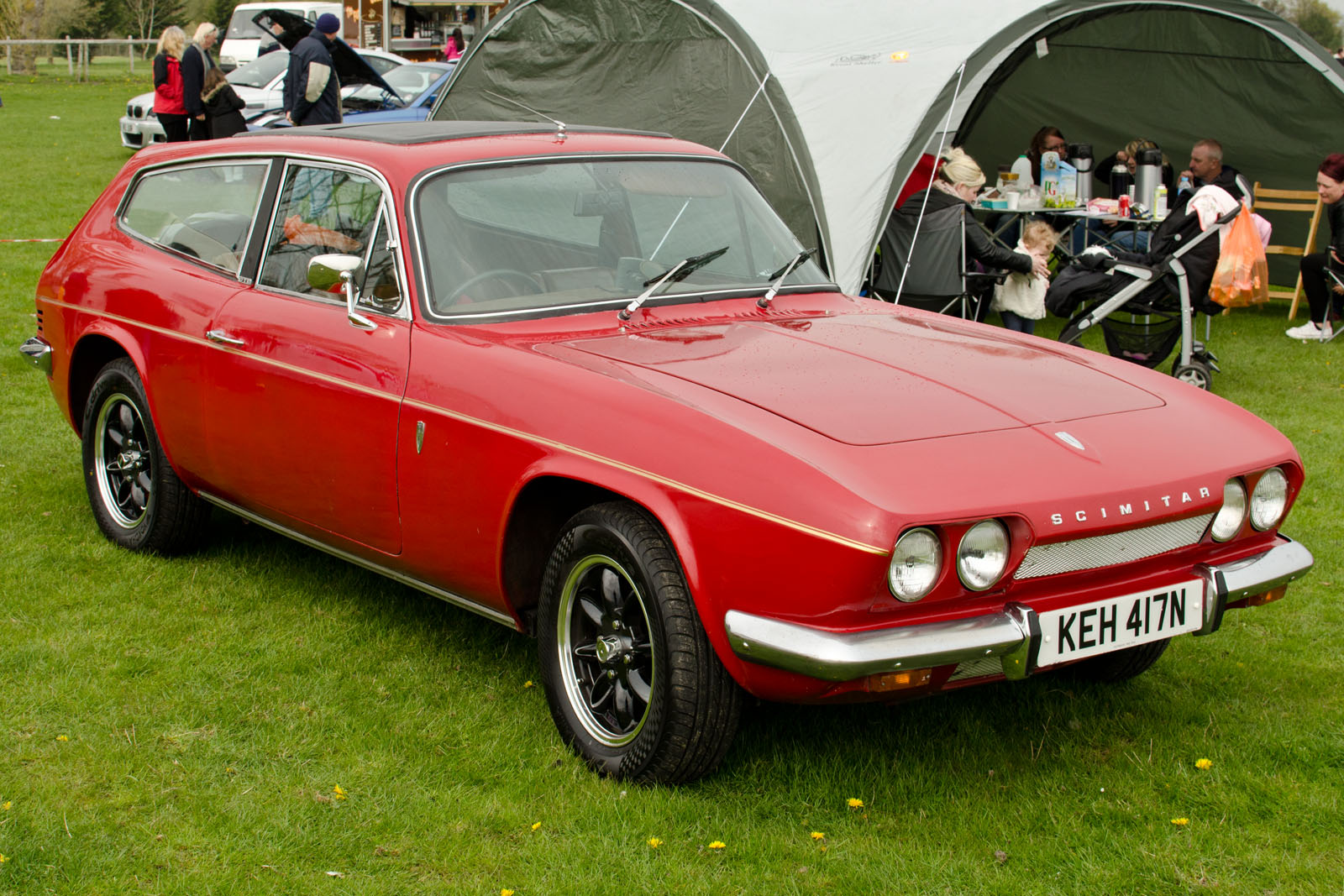
Scimitar GTE

Nel 1968, basandosi sempre su un prototipo Ogle (la GTS), la Reliant lanciò una versione a 4 posti della Scimitar, la Scimitar GTE. Con la Scimitar GT la nuova nata condivideva solo il V6 Essex di 3 litri, il resto era totalmente nuovo. Oltre ad un nuovo pianale con passo allungato, la GTE proponeva un sofisticato retrotreno ad assale rigido con parallelogramma di Watt, 4 freni a disco Girling e overdrive per il cambio manuale a 4 marce.
La parte più originale della vettura era, tuttavia, la carrozzeria, coupé hatchback in vetroresina, disegnata da Giovanni Michelotti. Dotata di portellone posteriore in vetro (coincidente col lunotto) e di sedile posteriore ribaltabile frazionato in 2 parti, la Scimitar GTE inaugurava il filone delle Sport Estate, che si sarebbe diffuso nel corso degli anni settanta (Lotus Elite Type 75, Lancia Beta HPE, Volvo P1800 ES, Jensen GT).

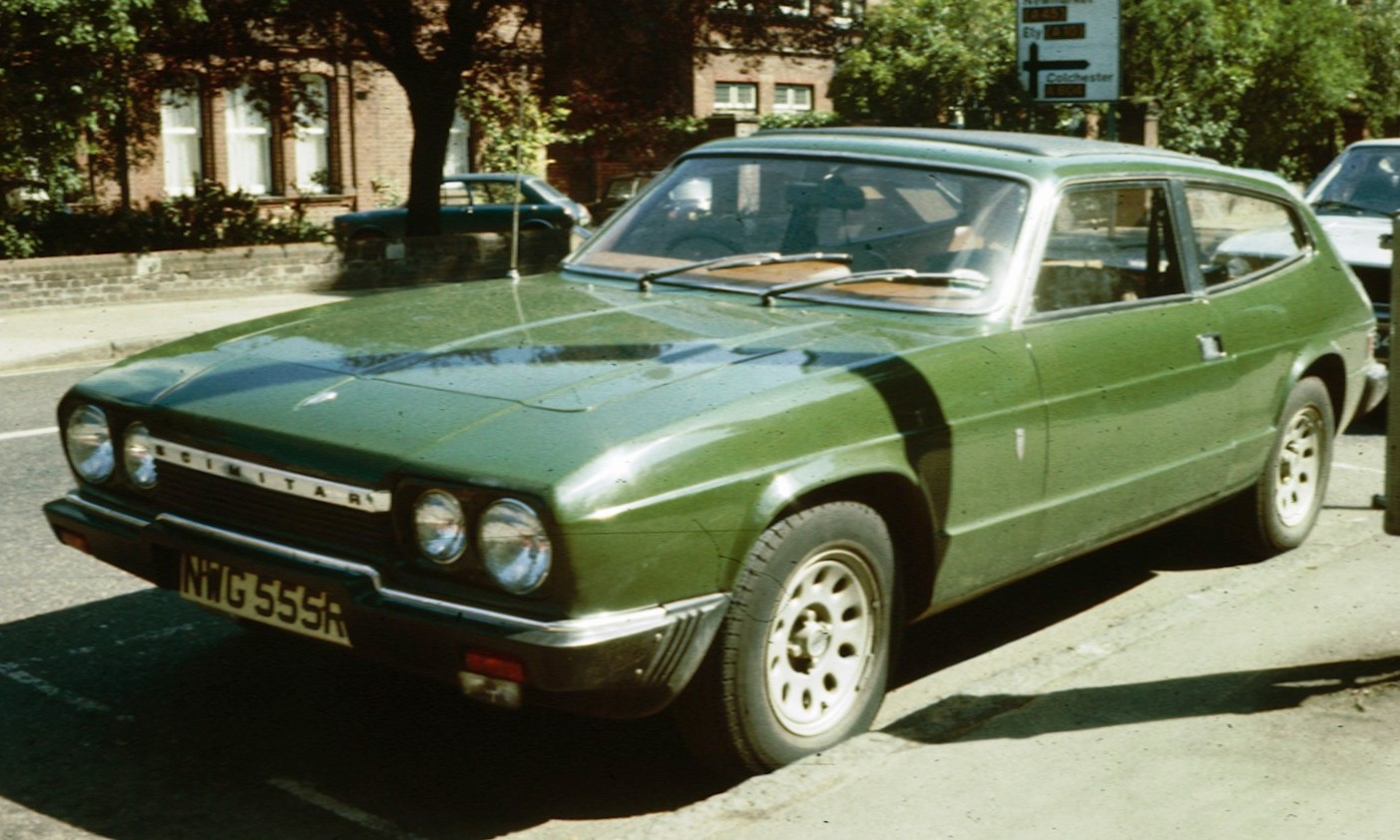
Scimitar GTE Restyling 1975

Nel 1975 il modello venne completamente rivisto. Il frontale venne ridisegnato (e reso più in linea coi gusti degli anni '70), il corpo vettura venne allargato e allungato per offrire più spazio a passeggeri e bagagli. Comparvero anche nuovi paraurti "di sicurezza" in acciaio con profilo perimetrale in gomma. Dal punto di vista tecnico le uniche novità riguardavano i freni (maggiorati) e lo sterzo (servoassistenza offerta a richiesta).
Nel 1977, quando la Ford dismise il V6 Essex in favore del più moderno (con alberi a camme in testa) V6 Cologne di 2972 cm³, la Scimitar GTE venne equipaggiata col nuovo 2,8 litri prodotto in Germania, nella variante a carburatori da 135 CV. L'unica trasmissione disponibile divenne il cambio automatico a 3 rapporti, prima offerto come optional.
la produzione cessò nel 1986 dopo 14.273 esemplari prodotti, così suddivisi:
- Scimitar GTE 3.0 V6 SE5 (1968-75): 9.416 esemplari
- Scimitar GTE 3.0 V6 SE6 (1975-77): 543 esemplari
- Scimitar GTE 2.8 V6 SE6b (1977-86): 4.314 esemplari

## Scimitar GTC

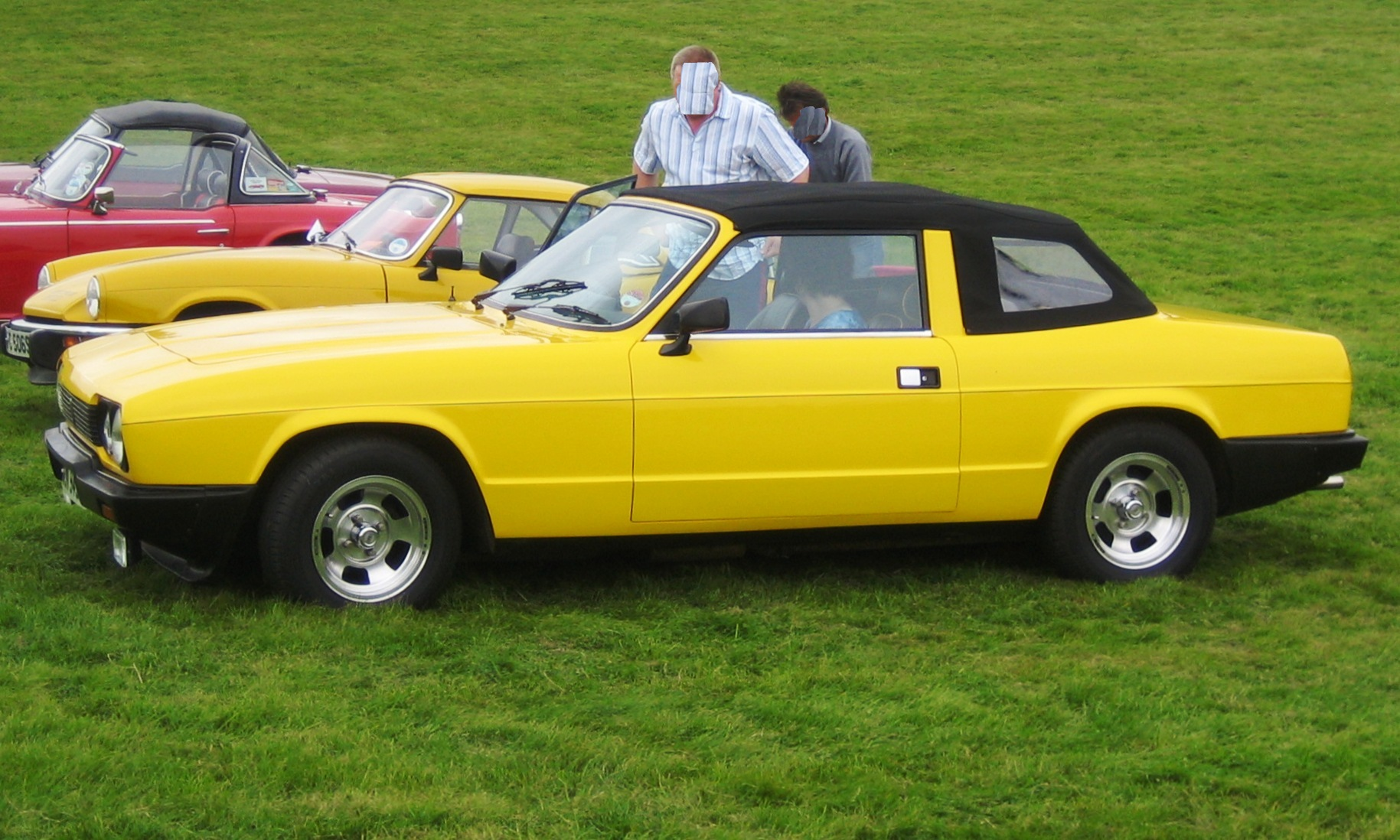
Scimitar GTC del 1984

Nel 1980 venne presentata una versione cabriolet della Scimitar GTE 2.8 V6, denominata GTC. Dotata di carrozzeria in vetroresina rinforzata da un robusto roll bar centrale in acciaio, la Scimitar GTC aveva la stessa meccanica della contemporanea versione chiusa.
Ne sono state prodotte, fino al 1986, 443 unità.

## Scimitar SS1 e SST

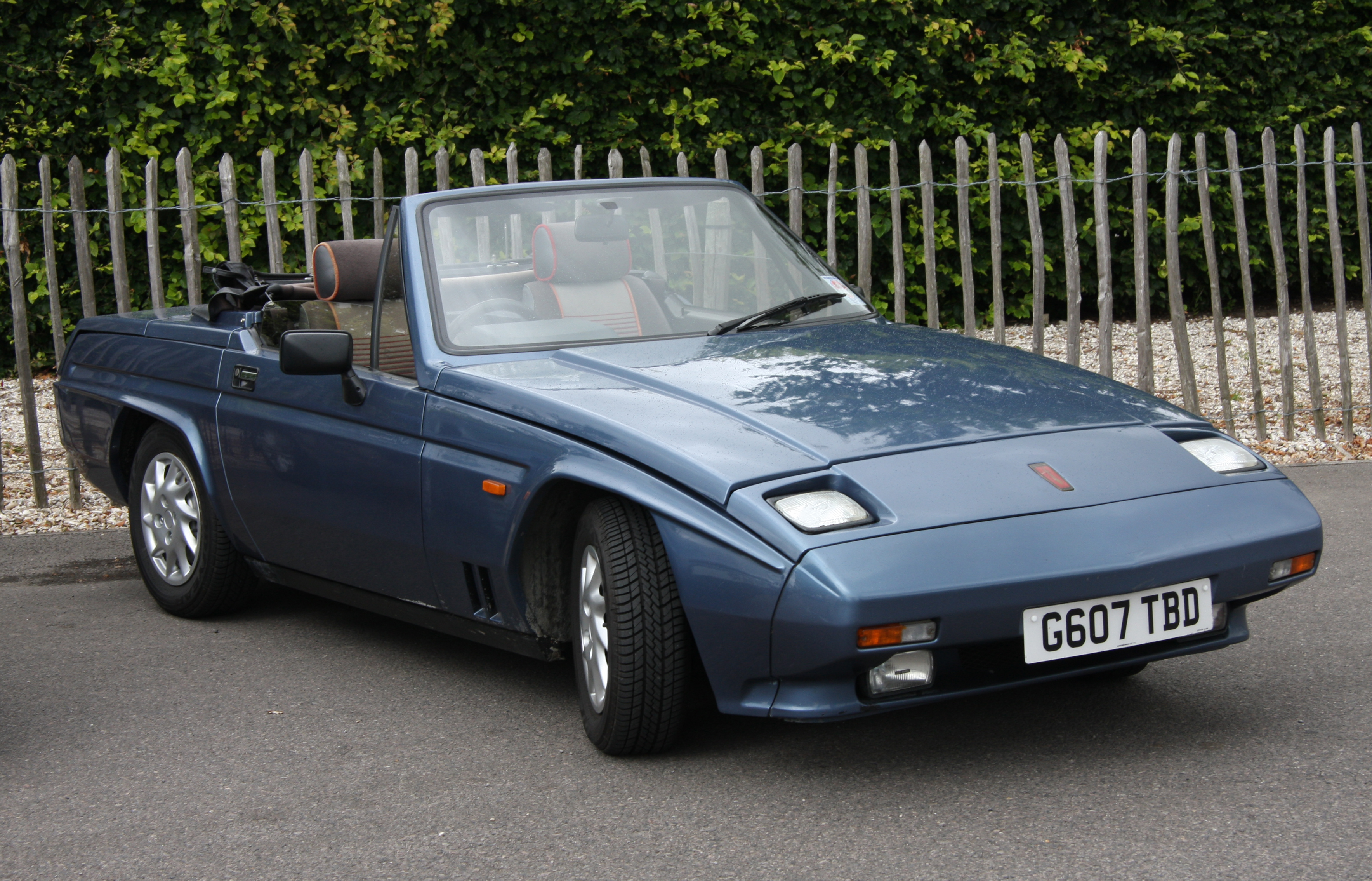
Scimitar SS1

Alla fine degli anni '70 la Reliant decise di proporre al pubblico una piccola spider 2 posti che unisse tre caratteristiche di base: sapore di guida delle spider inglesi classiche, carrozzeria in vetroresina e prezzo d'acquisto economico.
Mentre i tecnici s'occuparono di progettare un nuovo telaio a traliccio centrale (stile Lotus Elan) il disegno della carrozzeria venne affidato a Michelotti.
Prima di scomparire (1980), lo stilista di Torino riuscì a completare le linee fondamentali della vettura, che fu poi rifinita in Inghilterra.

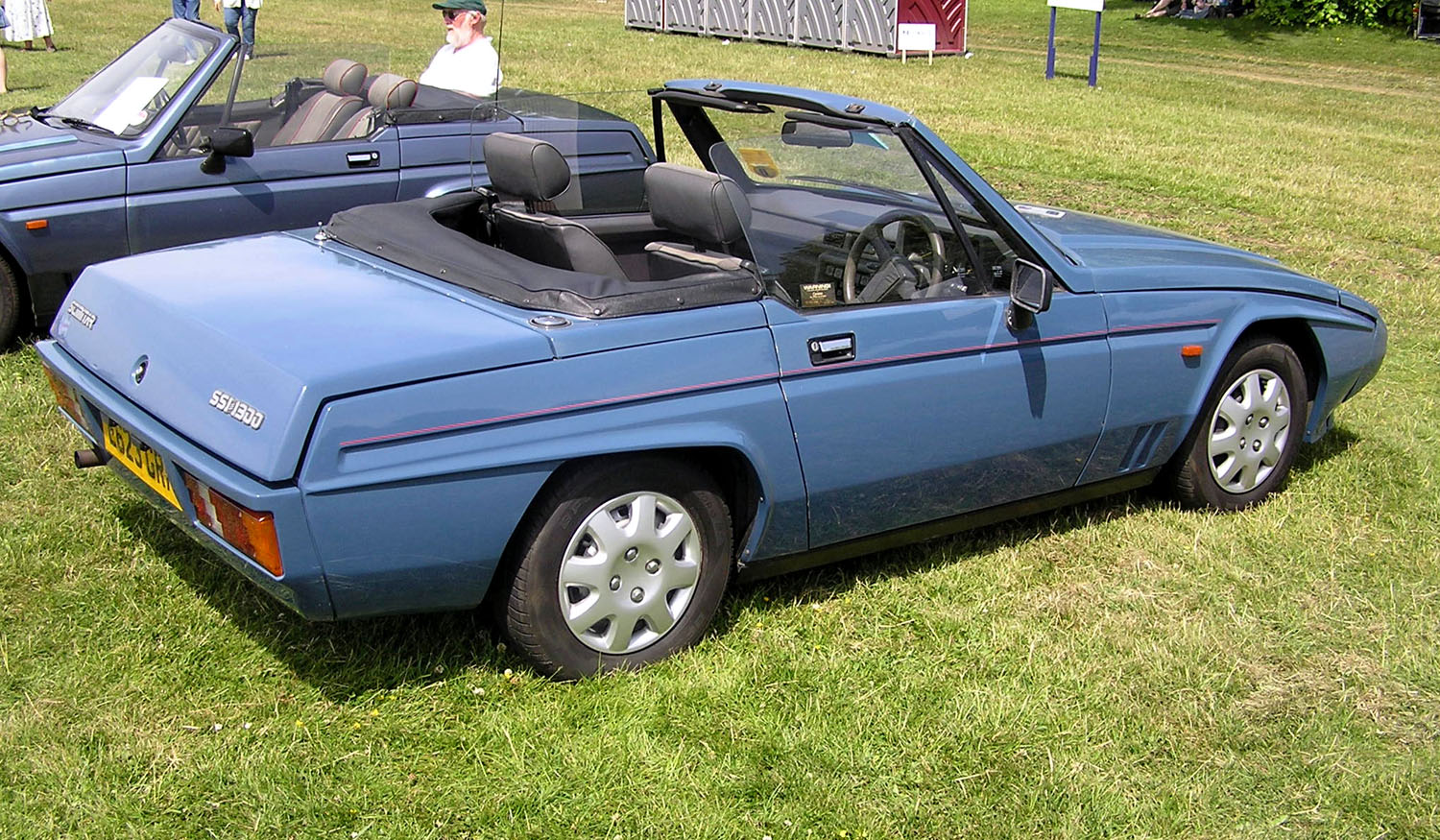
Scimitar SS1

Le sospensioni a ruote indipendenti con bracci trasversali ed il cambio manuale a 5 marce erano i principali atout tecnici di questa piccola sportiva, spinta dai noti 4 cilindri Ford OHC (monoalbero in testa) a carburatore di 1297 cm³ (69 CV) o 1592 cm³ (95 CV).
Nel 1985 venne lanciata la Scimitar SS1 1.8 Ti, equipaggiata con un 4 cilindri turbo di 1809 cm³ (135 CV) d'origine Nissan Motor
Nel 1986 la SS1 1.3 venne rimpiazzata dalla SS1 1.4, con cilindrata maggiorata a 1392 cm³ (75 CV).
Dal 1989 rimase in produzione solo la versione turbo col nome di Scimitar SST. Nel 1991, a seguito di un restyling, cambiò nome in Reliant Sabre.

## Middlebridge Scimitar GTE

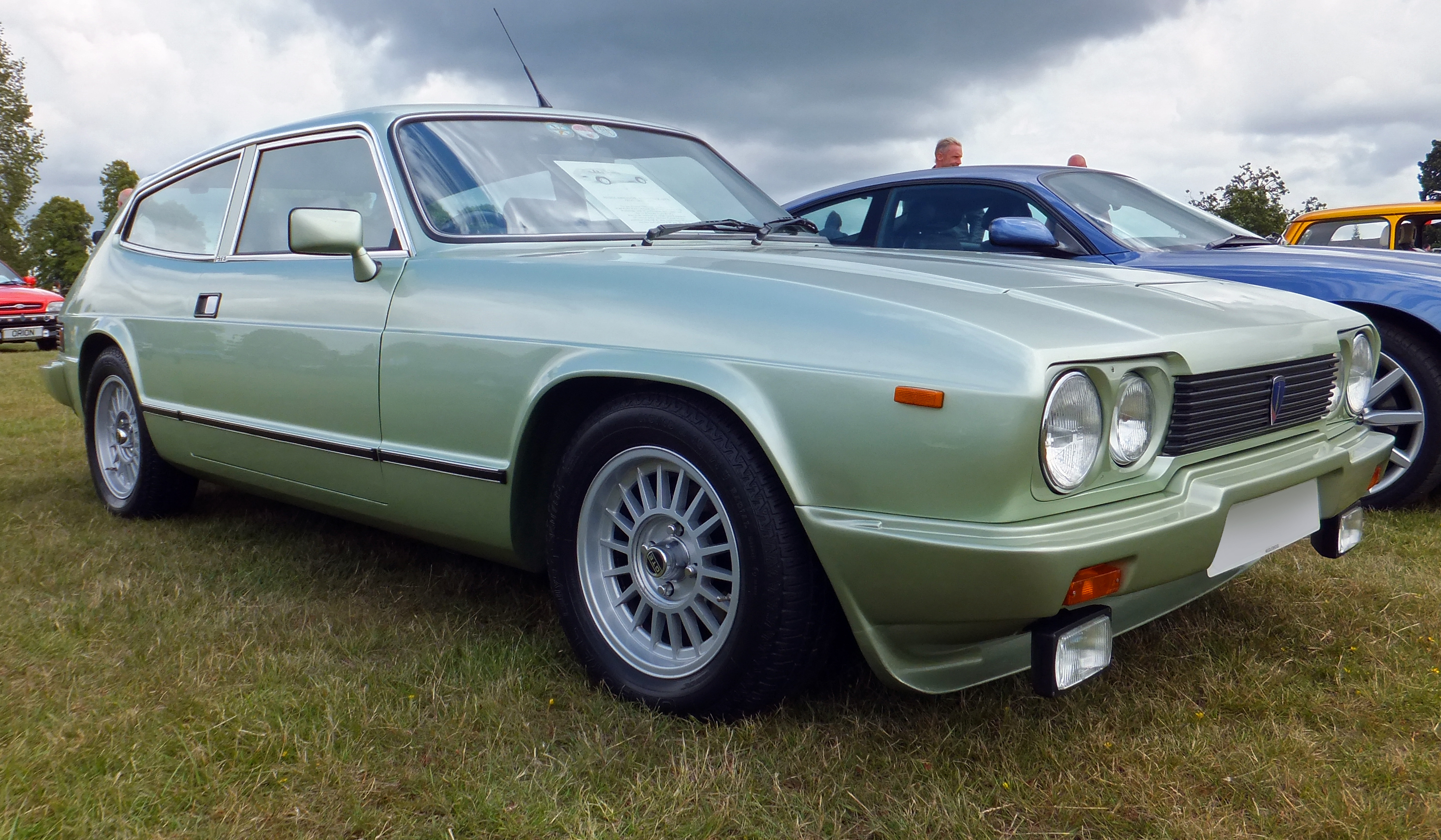
Una Middlebridge Scimitar GTE

Dopo la cessazione della produzione da parte della Reliant, la Middlebridge Scimitar Ltd. acquisì nel 1987 i diritti di produzione per la Scimitar GTE e GTC. Questa società, con sede a Beeston (Nottinghamshire), ha prodotto una versione della GTE con varie modifiche e ammodernamenti, come l'alimentazione ad iniezione e il cambio a 5 marce, o in alternativa un cambio automatico a tre rapporti più overdrive ed era dotata di un motore Ford V6 da 2900 cm³ con una potenza di 110 kW (150 CV DIN). Solo 77 Scimitar sono state prodotte dalla Middlebridge prima che la società finisse in amministrazione controllata nel 1990.